# Dama (cervidé)
Pour les articles homonymes, voir dama.
Genre
Le daim (dama) est un genre de mammifère artiodactyle de la famille des cervidés. 
Le genre Dama comprend deux espèces de mammifères cervidés :
- Dama dama : daim d’Europe
- Dama mesopotamica : daim de Perse

Le daim de Perse peut être considéré comme une sous-espèce de daim sous le trinomial Dama dama mesopotamica.

## Préhistoire
En Europe, les fossiles du Pléistocène moyen et du Pléistocène final sont proches du daim moderne ; mais plusieurs espèces et/ou sous-espèces distinctes du Pliocène et du début du Pléistocène sont concernées pour ce qui est de définir l'origine du daim moderne. Selon Pfeiffer-Deml (2018), à la fin du Pliocène le daim se distingue morphologiquement de Cervus elaphus, Cervus nippon et Axis axis.
Dama clactoniana (Falconer, 1868), une race de daim disparue, est similaire au daim Dama dama,. Selon certains auteurs (dont Kurtén 1968, Leonardi & Petronio 1976), il serait l'ancêtre du daim actuel. Mais les données morphologiques ne sont pas concluantes et la biochronologie des deux taxons est encore incertaine,. Par ailleurs, d'autres sous-espèces interviennent :
Plusieurs sites ont livré dans des couches datant du stade isotopique 7 (243 000 à 300 000 ans) des vestiges d'une espèce intermédiaire entre Dama clactoniana et le daim actuel. Stefano & Petronio (1997) citent cette espèce intermédiaire comme une nouvelle espèce, Dama dama tiberina, et la considèrent comme un marqueur de la fin du Pléistocène moyen.
Breda & Lister (2013) placent Dama roberti au début du Pléistocène moyen. Pfeiffer-Deml (2018) considère que pendant le Pléistocène moyen, Dama mesopotamica est typique de l'est du bassin Méditerranéen et que Dama clactoniana est largement répandu à l'ouest. Elle cite Dama geiselana comme influence possible sur les populations de daims de l'est du bassin méditerranéen.

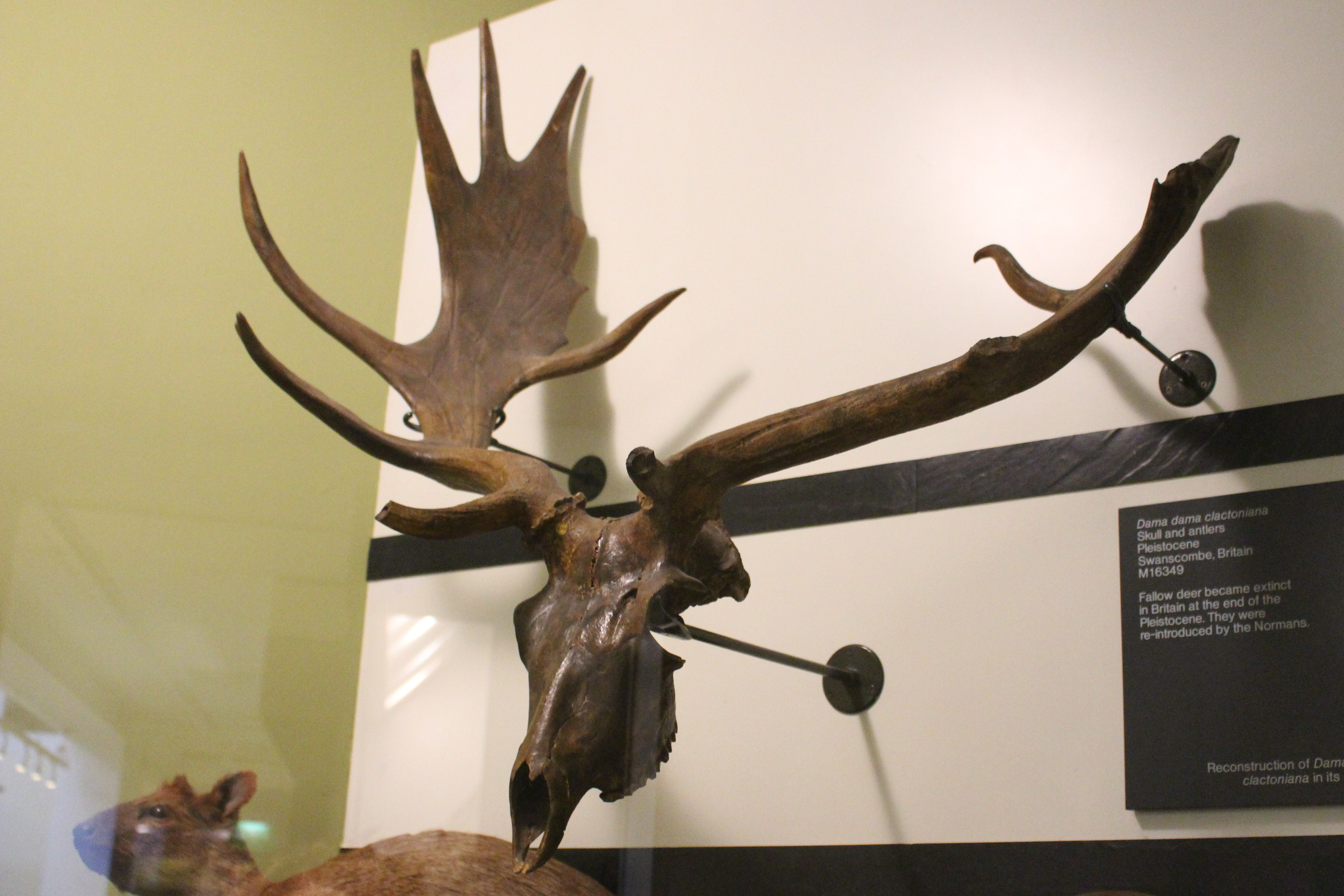
Dama dama clactoniana, musée d'histoire naturelle de Londres